# Elasmopus balkomanus
Elasmopus balkomanus is een vlokreeftensoort uit de familie van de Maeridae. De wetenschappelijke naam van de soort is voor het eerst geldig gepubliceerd in 1988 door Thomas & J. L. Barnard.